# Weiler-Simmerberg
Weiler-Simmerberg é um município da Alemanha, localizada no distrito de Lindau, no estado de Baviera.